# Tour du Rwanda

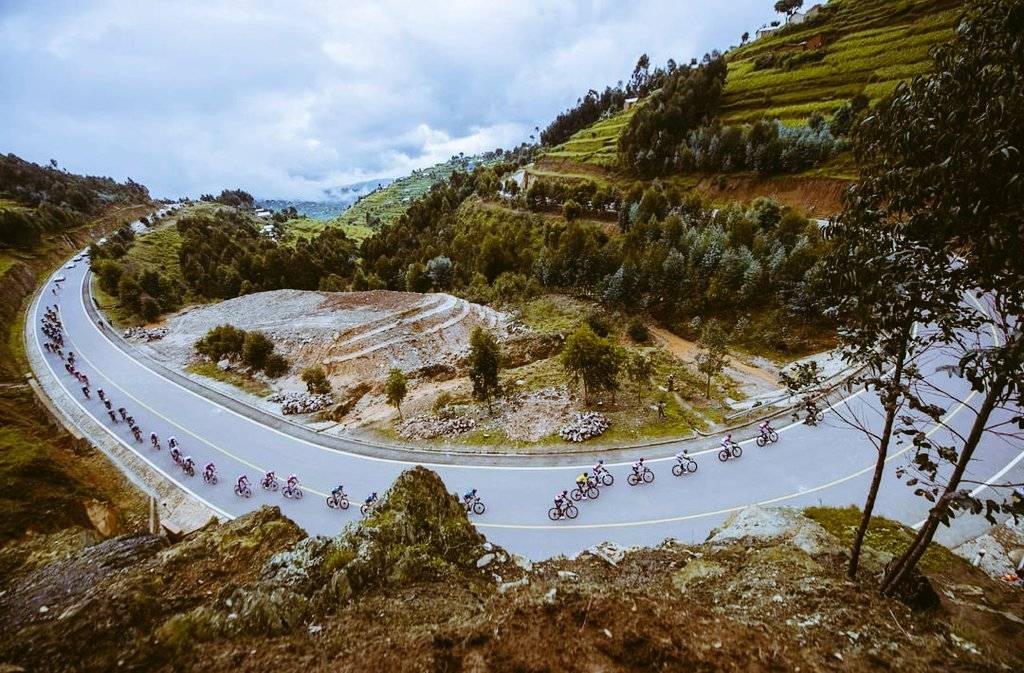
Tour du Rwanda 2021

Die Tour du Rwanda (bis 2018: Tour of Rwanda) ist ein Straßenradrennen durch das ostafrikanische Land Ruanda. 
Das Etappenrennen führt über neun Abschnitte mit ca. 1000 Kilometer und einem Ruhetag und wurde zum ersten Mal 1988 ausgetragen. Zwischen 1991 und 2001 fiel die Etappenfahrt aus. Von 2009 bis 2018 war die damals noch Tour of Rwanda genannte Rundfahrt in Kategorie 2.2 der UCI Africa Tour eingeordnet und ab 2019 in der Kategorie 2.1. Es ist das erste internationale Radrennen Ostafrikas.
Für die Zukunft ist auch ein Rennen für Frauen geplant; es wäre das erste Etappenrennen für Frauen in Afrika.
Die Tour du Rwanda weist neben flachen Abschnitten auch einige Anstiege auf. Passiert werden einige Natur- und Kulturdenkmäler an der Strecke, zum Beispiel der Akagera-Nationalpark und Mahnmäler zum Gedenken an den Völkermord 1994.

## Palmarès (Siegerlisten)
| Jahr | Sieger                  | Zweiter               | Dritter                     |
| ---- | ----------------------- | --------------------- | --------------------------- |
| 1988 | Celestin N'Dengeyingoma |                       |                             |
| 1989 | Omar Masumbuko          |                       | Pierre Bukuru               |
| 1990 | Faustin M'Parabanyi     |                       |                             |
| 2001 | Bernard N'Sengiyumva    |                       |                             |
| 2002 | Abraham Ruhumuriza      |                       |                             |
| 2003 | Abraham Ruhumuriza      |                       |                             |
| 2004 | Abraham Ruhumuriza      |                       |                             |
| 2005 | Abraham Ruhumuriza      |                       |                             |
| 2006 | Peter Kamau             | Davidson Kamau Kihagi |                             |
| 2007 | Abraham Ruhumuriza      | Nyandwi Uwase         | Nathan Byukusenge           |
| 2008 | Adrien Niyonshuti       | Nathan Byukusenge     | Godfrey Gahemba             |
| 2009 | Adil Jelloul            | Abdelatif Saadoune    | Adrien Niyonshuti           |
| 2010 | Daniel Teklehaimanot    | Natnael Berhane       | Reinardt Janse van Rensburg |
| 2011 | Kiel Reijnen            | Joey Rosskopf         | Dylan Girdlestone           |
| 2012 | Darren Lill             | Dylan Girdlestone     | John Njoroge                |
| 2013 | Dylan Girdlestone       | Louis Meintjes        | Metkel Eyob                 |
| 2014 | Valens Ndayisenga       | Jean Bosco Nsengimana | Aron Debretsion             |
| 2015 | Jean Bosco Nsengimana   | Joseph Areruya        | Camera Hakuzimana           |
| 2016 | Valens Ndayisenga       | Metkel Eyob           | Issak Tesfom Okubamariam    |
| 2017 | Joseph Areruya          | Metkel Eyob           | Suleiman Kangangi           |
| 2018 | Samuel Mugisha          | Jean-Claude Uwizeye   | Mulu Hailemichael           |
| 2019 | Merhawi Kudus           | Rein Taaramäe         | Matteo Badilatti            |
| 2020 | Natnael Tesfatsion      | Moïse Mugisha         | Patrick Schelling           |
| 2021 | Cristian Rodríguez      | James Piccoli         | Alex Hoehn                  |
| 2022 | Natnael Tesfatsion      | Anatoliy Budyak       | Jesse Ewart                 |
| 2023 | Henok Mulubrhan         | Walter Calzoni        | Junior Lecerf               |
| 2024 | Joseph Blackmore        | Ilchan Dostijew       | Jhonatan Restrepo           |
| 2025 | Fabien Doubey           | Henok Mulubrhan       | Oliver Mattheis             |